# Mont Murphy
Pour les articles homonymes, voir Murphy.
Le mont Murphy est un volcan bouclier couvert de neige et de glace situé au sud de la péninsule de l'Ours dans la terre Marie Byrd (seul territoire au monde à n'avoir jamais été revendiqué par un État), en Antarctique.

## Toponymie
Son nom est un hommage à Robert Cushman Murphy du Musée américain d'histoire naturelle, qui a consacré une grande partie de sa vie à l'étude des oiseaux de l'Antarctique et des régions sub-antarctiques.

## Géographie

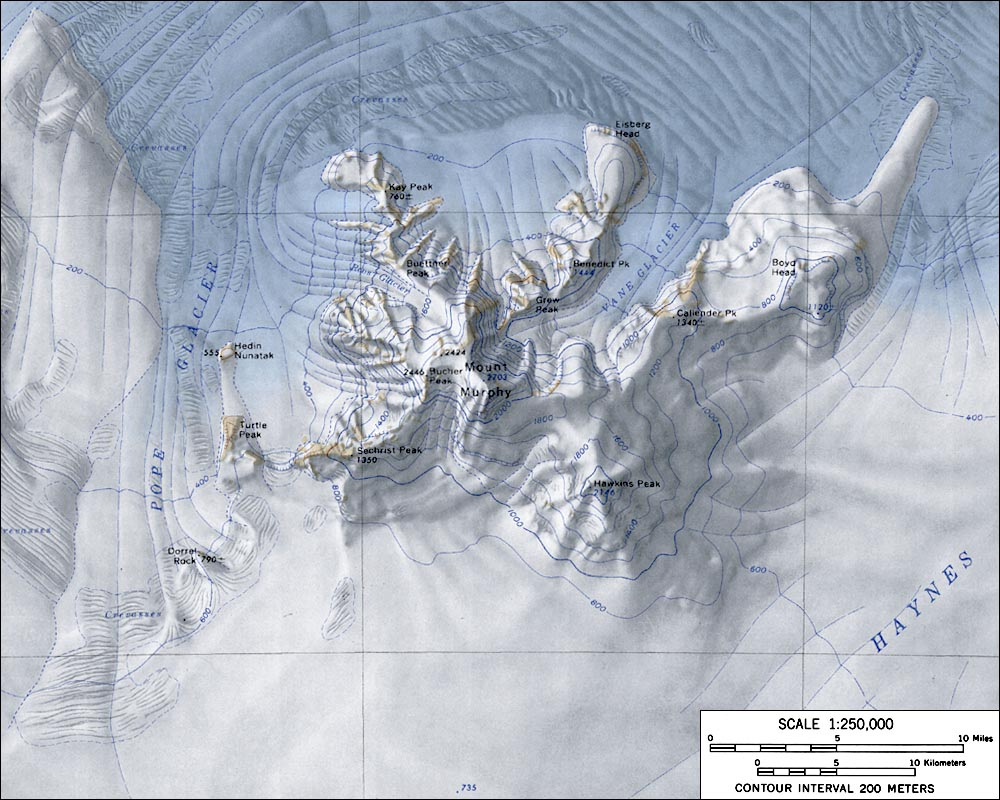
Carte topographique du mont Murphy (échelle 1:250000)

Avec plus de 2 700 m de hauteur au-dessus du socle rocheux (pour une hauteur de culminance au-dessus du niveau de la glace de 2 055 m), il compte parmi les sommets ultra-proéminents d'Antarctique et bien que fortement érodé, il présente encore des pentes rocheuses abruptes.
Il est délimité et entouré par trois glaciers : le glacier Smith, long de 160 km, le glacier Pope, long de 37 km et à l'est par le glacier Haynes).

## Histoire
Le mont Murphy a été cartographié en janvier 1947 à partir de photographies aériennes faites par l'US Navy lors de l'opération Highjump.